# 2023 en photographie
| Années de la photographie : 2020 - 2021 - 2022 - 2023 - 2024 - 2025 - 2026    |
| Décennies de la photographie : 1990 - 2000 - 2010 - 2020 - 2030 - 2040 - 2050 |

Cet article présente les faits marquants de l'année 2023 en photographie.

## Événements
- Françoise Huguier est élue au siège V de la section photographie de l’Académie des beaux-arts le 25 janvier 2023. Elle rejoint ses confrères Yann Arthus-Bertrand, Jean Gaumy, Dominique Issermann et Sebastião Salgado[1].

## Festivals et congrès photographiques
- 11e édition du Kyotographie International Photography Festival, Kyoto, Japon, du 15 avril au 14 mai 2023 [2]
- 32e Festival de l’oiseau et de la nature en baie de Somme du 22 avril au 30 avril 2023
- 11e festival photographique L’Œil Urbain, Corbeil-Essonnes, en avril-mai 2023
- 8e édition de la foire Photo London (en), Somerset House, Londres, du 11 au 14 mai 2023
- 2e festival de photographie animalière et de nature à Mer (Loir-et-Cher) du 19 au 21 mai 2023
- 11e saison photographique de l’Abbaye royale de l’Epau, de juin à novembre 2023
- 20e Festival Photo La Gacilly du 1er juin au 30 septembre 2023
- 59e édition de la foire internationale de la photo de Bièvres, les 3 et 4 juin 2023
- 6e festival Les femmes s’exposent à Houlgate, du 7 juin au 3 septembre 2023
- 6e festival Visions d’ailleurs à Martagny du 17 juin au 3 septembre 2023
- 19e Promenades photographiques de Blois, en juillet-août 2023
- 54e Rencontres internationales de la photographie, Arles, 3 juillet – 24 septembre 2023[3].
- 35e festival international de photojournalisme Visa pour l’image, Perpignan, du 2 septembre au 17 septembre 2023
- 30e Prix Bayeux Calvados-Normandie des correspondants de guerre, du 2 au 8 octobre 2023
- Salon de la Photo, à la Grande halle de la Villette du 5 au 8 octobre 2023
- 14e festival de photographie de Deauville « Planche(s) Contact », du 15 octobre 2023 au 1er janvier 2024
- 12e festival PhotoSaintGermain, Quartier Saint-Germain-des-Prés, Paris, du 2 au 25 novembre 2023
- Paris Photo au Grand Palais éphémère, Paris, du 8 au 13 novembre 2023
- 26e Festival international de la photo animalière et de nature à Montier-en-Der, du 16 au 19 novembre 2023

## Grandes expositions
- « Boris Mikhaïlov, journal ukrainien », Maison européenne de la photographie, Paris, du 7 septembre 2022 au 15 janvier 2023[4]
- Ergy Landau, Maison de la photographie Robert-Doisneau, Gentilly, du 23 septembre au 26 février 2023
- « LIFE Magazine and the Power of Photography », Museum of Fine Arts Boston, du 9 octobre 2022 au 16 janvier 2023[5]
- « Chris Killip, retrospective », The Photographers’ Gallery, Londres, du 7 octobre 2022 au 19 février 2023[6],[7]
- Johan van der Keuken, De kunst waarvan ik het meest houd te zien (L’art que j’aime le plus), Musée de la photographie des Pays-Bas, Rotterdam, du 8 octobre 2022 au 5 février 2023[8]
- « Les Tribulations d’Erwin Blumenfeld, 1930-1950 », Musée d’Art et d’Histoire du judaïsme, Paris, du 13 octobre 2022 au 5 mars 2023[9].
- « Bill Brandt, inside the mirror », Tate Britain, Londres, du 17 octobre 2022 au 15 janvier 2023[10]
- Gisèle Freund, « Ce sud si lointain », Maison de l’Amérique Latine, Paris, du 21 octobre 2022 au 7 janvier 2023
- « Robert Capa : Œuvres : 1932 – 1954 », Pallazo Roverella, Rovigo, du 8 octobre 2022 au 29 janvier 2023[11]
- Carlos Pérez Siquier, « Rétrospective 1957-2018 », Fotografie Forum Frankfurt, Francfort-sur-le-Main, Allemagne, du 15 octobre 2022 au 15 janvier 2023[12]
- « Métamorphose - La photographie en France 1968-1989 », commissaires d’exposition Michel Poivert et Anna Grumbach, présentant 240 photographies de divers photographes, Pavillon populaire, Montpellier, du 23 octobre 2022 au 15 janvier 2023[13].
- « Josef Koudelka, Ikonar. Constellations d’archives (1960-2012) », Photo Élysée, Lausanne, du 5 novembre au 29 janvier 2023[14].
- Sabine Weiss, « La poesia dell’istante », Palazzo Ducale, Gênes, du 18 novembre 2022 au 12 mars 2023[15],[16]
- « La photographie à tout prix. Une année de prix photographiques à la BNF », du 13 décembre 2022 au 12 mars 2023, BNF-François-Mitterrand, Paris[17]
- « Gordon Parks & Contemporaries through the lens », The Denison Museum, Granville, Ohio, du 16 janvier au 29 mars 2023[18], [19]
- Richard Avedon, Murals[20], [21], Metropolitan Museum of Art, New York, du 19 janvier 2023 au 1er octobre 2023
- « Une histoire photographique des femmes au XXe siècle », Galerie Roger-Viollet du 26 janvier au 25 mars 2023
- « Alarming Beauty » de Yulia Appen, Igor Chekachkov, Yana Hryhorenko, Sergey Melnitchenko, Xenia Petrovska, Yana Sidash, Fisheye Gallery, Paris, du 26 janvier au 24 février 2023
- « Paris dans l’objectif d’Ergy Landau », mairie du XVIe arrondissement, Paris, du 1er au 27 février
- « Zanele Muholi, rétrospective », Maison européenne de la photographie, Paris, du 1er février au 21 mai 2023[22]
- « Werner Bischof. Unseen Colour », Museo d’arte della Svizzera italiana (MASI), Lugano, Suisse, du 12 février au 2 juillet 2023[23]
- « Paul Strand, ou l’équilibre des forces », Fondation Henri-Cartier-Bresson, Paris, du 14 février au 23 avril 2023[24]
- « Henri Cartier-Bresson, Helen Levitt, Mexico », Fondation Henri-Cartier-Bresson, Paris, du 14 février au 23 avril 2023
- « Kertész-Lartigue. Un pas de côté », Espace Richaud, Versailles, du 15 février au 14 mai 2023[25]
- « La Surface et la Chair, Madame d’Ora, Vienne-Paris, 1907-1957 », Pavillon populaire, Montpellier, du 18 février au 16 avril 2023
- « Speaking with Light: Contemporary Indigenous Photography » (Parler avec la lumière : la photographie autochtone contemporaine), présentant des œuvres de plus de 30 photographes autochtones américains contemporains, Musée d’Art de Denver, du 19 février au 22 mai 2023
- « Chris Killip: An Anthology », Magnum Photos Gallery, Paris, du 24 février au 6 mai 2023
- « Marc Riboud : 100 photographies pour 100 ans », Musée des Confluences, Lyon, du 24 février au 31 décembre 2023
- Man Ray, Œuvres 1912-1975, Palais Ducal, Gênes, du 11 mars au 27 août 2023[26]
- « Pete Turner: The Color of Light », Galerie Bruce Silverstein, New York, du 16 mars au 13 mai 2023
- « Elliott Erwitt », Musée Maillol, Paris, du 23 mars au 15 août 2023[27]
- Ugo Mulas, L'Opération photographique, Fondation Le Stanze della Fotografia, Île de San Giorgio Maggiore, Venise, Italie, du 29 mars au 6 août 2023[28],[29].
- Letizia Battaglia, Sono Io (C'est moi), Palais Ducal, Gênes, du 29 avril au 12 novembre 2023 [30]
- « Henri Cartier-Bresson, l’autre couronnement », Fondation Henri-Cartier-Bresson, Paris, du 5 mai au 3 septembre 2023
- « Bruno Barbey. Les Italiens », Académie des Beaux-Arts, Pavillon Comtesse de Caen, du 11 mai au 2 juillet 2023[31]
- « Tom Wood - Photie Man: 50 Years of Tom Wood », Première grande rétrospective consacrée à l’œuvre de Tom Wood dans sa ville de Liverpool, Walker Art Gallery, Liverpool, du 20 mai 2023 au 7 janvier 2024.
- « Frank Horvat. Paris, le monde, la mode », Jeu de Paume, du 16 juin au 17 septembre 2023
- Saul Leiter, « Assemblages », Rencontres d'Arles, Palais de l’Archevêché, Arles, du 1er juillet au 24 septembre 2023[32]
- « Icônes cachées : Antoni Campaña, les images méconnues de la Guerre d’Espagne (1936-1939) » sur l’œuvre du photographe catalan Antoni Campañà i Bandranas consacrée à la guerre d’Espagne, Pavillon populaire, Montpellier, du 1er juillet au 24 septembre 2023[33]
- « Meyerowitz : Une Retrospective », exposition pour célébrer le 85e anniversaire de Joel Meyerowitz, Galerie Noack, Berlin, du 14 septembre au 16 décembre 2023 [34],[35]
- Mary Ellen Mark, Encounters, rétrospective de l'œuvre de la photojournaliste américaine de l'agence Magnum centrée sur cinq séries emblématiques des années 1970 et 1980, C/O Berlin (en), Berlin, du 16 septembre 2023 au 18 janvier 2024  [36]
- Henriette Grindat. Une poétique des formes, Musée de l'Élysée, Lausanne, du 19 septembre au 3 novembre 2023[37].
- Mario Testino « Gone Wild », nouvelle série du projet toujours en cours « A Beautiful World » sur les traditions culturelles des personnes et du monde naturel autour du monde, Hamiltons Gallery, Londres, du 21 novembre 2023 au 3 février 2024[38]
- Franco Zecchin, Continent Sicile, dans le cadre du Festival Photo Marseille, Maupetit - Côté Galerie, Marseille, du 19 octobre au 26 novembre 2023 [39]
- Steve McCurry, Enfants, Palais Ducal, Gênes, du 25 novembre 2023 au 10 mars 2024 [40]
- « Saul Leiter: Centennial », exposition présentant la diversité de sa carrière pour célébrer le 100e anniversaire de sa naissance, Howard Greenberg Gallery, New York, du 2 décembre 2023 au 10 février 2024[41]

## Prix et récompenses
- World Press Photo of the Year à Evgeniy Maloletka pour son cliché du siège de Marioupol
- World Press Photo Series of the Year à Mads Nissen pour sa série L'Afghanistan sous le joug des Talibans
- World Press Photo, projet au long cours à Anush Babajanyan pour son travail de plusieurs années sur les conséquences de la gestion de l'eau en Asie centrale, après la fin de l'Union soviétique.
- World Press Photo format libre à Mohamed Mahdy pour son reportage sur les habitants du quartier d'El Max à Alexandrie, en Égypte, qui essayent de préserver la mémoire de leurs villages de pêcheurs en voie de disparition rapide
- Prix Niépce Gens d'images à Juliette Agnel
- Prix Nadar Gens d'images à Jean-François Spricigo, pour « nous l'horizon        resterons seul », publié par les éditions Le Bec en l'air
- Prix de la Fondation Henri-Cartier-Bresson à ?
- Prix Marc Ladreit de Lacharrière – Académie des beaux-arts à ?
- Prix de Photographie de l’Académie des beaux-arts – William Klein à ?
- Prix HSBC pour la photographie à ?
- Prix Bayeux-Calvados des correspondants de guerre - Trophée photo à ?
- Prix Bayeux-Calvados des correspondants de guerre - Jeune reporter photo à ?
- Prix Bayeux-Calvados des correspondants de guerre - catégorie photo, Prix du Public / Agence française de développement à Paula Bronstein
- Prix Women In Motion pour la photographie Rosângela Rennó[42]
- Prix Carmignac du photojournalisme à ?
- Prix Roger-Pic de la Société civile des auteurs multimédia à Mário Macilau, pour son projet Faith[43],[44]
- Prix Pierre et Alexandra Boulat à Paolo Manzo, pour son reportage « La Cité invisible » réalisé dans la ville de Naple[45].
- Prix Lucas-Dolega à ?
- Prix Françoise-Demulder à Mahé Elipe et Juliette Pavy[46]
- Prix Photographie et Sciences : Anaïs Tondeur  pour sa série Fleurs de feux, le témoignage des cendres
- Bourse Canon de la femme photojournaliste à Anastasia Taylor-Lind
- Bourse Canon du documentaire vidéo court-métrage à ?
- Prix Picto de la jeune photographie de mode à ?
- Prix Tremplin Photo de l’EMI à ?
- Prix Voies Off à ?
- Prix Révélation SAIF : à ?
- Prix Fujifilm / Les femmes s’exposent à Natalya Saprunova pour son projet « Permafrost, le froid n’est plus éternel »[47]
- Prix Caritas photo sociale à Anaïs Oudart pour son projet sur les jeunes femmes ayant vécu une rupture familiale, intitulé “Héroïnes 17”[48].
- Prix International Women in Photo à ?
- Prix 6Mois du photojournalisme à ?
- Visa d’or humanitaire du CICR à Fédérico Rios Escobar, pour un photoreportage sur les migrants dans la région du Darién[49].
- Grand prix MAP / Conseil Départemental de la Haute-Garonne à ?
- Prix des Rencontres photographiques des amis du Musée départemental Albert-Kahn à ?
- Prix sergent Sébastien Vermeille à ?
- Prix Viviane Esders à Pierre de Vallombreuse [50]
- Prix Photographie et Sciences à ?
- Estée Lauder Pink Ribbon Photo Award à Charlotte Lerebours
- Prix photo CCFD-Terre solidaire à Alessandro Cinque pour son projet au long cours “Pérou, un Etat toxique”[51]
- Prix Camille Lepage à Cinzia Canneri, pour lui permettre de poursuivre son travail sur les violences infligées aux femmes au Tigré et en Érythrée, en temps de conflit ou de paix[52].

- Prix Erich-Salomon à ?
- Prix culturel de la Société allemande de photographie à ?
- Prix Oskar-Barnack à Ismail Ferdous (Bangladesh)
- Leica Newcomer Award à Ziyi Le (Chine)
- Prix Leica Hall of Fame à Elliott Erwitt
- Prix de la Fondation Deutsche Börse pour la photographie à Samuel Fosso[53]
- Prix Hansel-Mieth à ?
- Zeiss Photography Award à ?

- Prix national de portrait photographique Fernand-Dumeunier à ?

- Prix Paul-Émile-Borduas à ?
- Prix du duc et de la duchesse d’York à ?

- Prix national de la photographie (Espagne) à ?

- Prix Ansel-Adams à ?
- Prix Arnold-Newman pour les nouvelles orientations du portrait photographique à Craig Easton • Finalistes : Dylan Hausthor, Takako Kido et Nzingah Oyo
- Prix W. Eugene Smith à ?
- Prix Pulitzer
  - Catégorie « Feature Photography » à ?
  - Catégorie « Breaking News » à ?
- Prix Inge-Morath à ?
- World Photography Awards à ?
- Robert Capa Gold medal à ?
- Olivier Rebott Award à ?
- Infinity Awards (The International Center of Photography)
  - ICP Infinity Award Prix pour l’œuvre d’une vie à ?
  - ICP Infinity Award for Art à ?
  - ICP Infinity Award Pratique documentaire et journalisme visuel à ?
  - ICP Infinity Award Photographe émergent à  ?
  - ICP Infinity Award “Trustees” à ?
- Lucie Awards
  - Lucie Award pour l’œuvre d’une vie à ?
  - Lucie Award Fine Art à ?
  - Lucie Award du photojournalisme à ?
  - Lucie Award de la photographie documentaire à ?
  - Lucie Award de la photographie humanitaire à ?
  - Lucie Award du portrait à ?
  - Lucie Award de la photographie de sport à ?
  - Lucie Award de la photographie d’architecture à ?
  - Lucie Award de la photographie de mode à ?
  - Lucie Award de la photographie de publicité à ?
  - Lucie Award de la femme photographe à ?
  - Lucie Award visionnaire à ?
  - Spotlight Award à ?
  - Lucie Award spécial à ?
- National Press Photographers Association Awards
  - Photojournalist of the Year (Large Market) à ?
  - Photojournalist of the Year (Small Market) à ?
  - Magazine Photojournalist of the Year à ?
  - Emerging Photojournalist of the Year à ?
  - Breaking News à ?  
  - Breaking News Story à ?
- Anja Niedringhaus Courage in Photojournalism Award à Laurence Geai[54]

- Prix Higashikawa
  - Photographe japonais à ?
  - Photographe étranger à ?
  - Photographe espoir à ?
  - Prix spécial à ?
- Prix Kimura Ihei à ?
- Prix Ken-Domon à ?

- Centenary Medal de la Royal Photographic Society à ?
- Sony World Photography Awards « Photographer of the Year » à ?

- Prix international de la Fondation Hasselblad à Carrie Mae Weems
- Prix suédois du livre photographique à ?
- Prix Lennart-Nilsson à ?

- Prix Haftmann à ?
- Prix Pictet à ?
- Photographe Swiss Press de l’année à ?
- Prix Élysée à Debi Cornwall pour son projet intitulé « Citoyens modèles »[55]
- Istanbul Photo Awards « photo de l’année » à  Sergey Kozlov de l’agence European Pressphoto Agency[56]

## Livres parus en 2023
- Denis Brihat (préf. Michel Poivert), Les Oignons de Denis Brihat, Marseille, Le Bec en l'air, 2023, 128 p. (ISBN 978-2-36744-181-8)

## Décès
- 2 janvier : Marilyn Stafford (en), 97 ans, photographe de mode et photojournaliste anglo-américaine (° 5 novembre 1925)[57]
- 9 janvier : 
  - Adolfo Kaminsky, 97 ans, photographe et résistant français (° 1er octobre 1925)[58]
  - George S. Zimbel, 93 ans , photographe américain émigré au Canada, célèbre pour sa photo de Marilyn Monroe dans une robe blanche soulevée par l’air sortant d’une bouche de métro. (° 15 juillet 1929[59])
- 17 janvier : Jean-Claude Lemagny, 91 ans, conservateur de la photographie contemporaine au Département des estampes et de la photographie de la Bibliothèque nationale de France et historien de la photographie français, (°  24 décembre 1931)[60]
- 25 février : Christian Simonpiétri, 83 ans, photographe et photojournaliste français, l'un des associés-fondateurs de l'agence de presse Sygma. (° 24 juin 1940) [61], [62]
- 1er avril : Kwame Brathwaite (en), photographe américain. (° 1er janvier 1938)[63]
- 24 avril : Hugues Vassal, 89 ans, photographe français. (° 17 juin 1933)[64]
- 11 juillet : Ulf Andersen, 74 ans, photographe norvégien, spécialisé dans les portraits d'écrivains. (° 11 novembre 1948).
- 15 juillet : Marie-Laure de Decker, 75 ans, photographe et photojournaliste française, portraitiste, photographe de guerre, photographe de plateau et photographe de mode. (° 2 août 1947)[65].
- 31 juillet : Jim Lee (en) (James Seymour Lee), 77 ans, photographe de mode britannique pour des magazines comme Vogue à la fin des années 1960 et 1970 puis réalisateur pour la publicité. (° 20 novembre 1945) [66]
- 13 septembre : Marvin E. Newman (en), 95 ans, photographe américain. (° 5 décembre 1927)
- 20 septembre : Erwin Olaf Springveld, dit Erwin Olaf 64 ans, photographe de mode néerlandais. (° 2 juillet 1959)[67].
- 11 octobre :  Mohamed Fayez Abu Matar, 28 ans, photojournaliste palestinien. (° 1995) [68].
- 15 octobre : Jacques Pavlovsky, photojournaliste français, né le 21 juillet 1931[69].
- 11 novembre : Didier de Faÿs, 66 ans, journaliste et commissaire d'exposition français, directeur de la publication du magazine en ligne Photographie.com et fondateur la « Bourse du talent. » (° 18 septembre 1957)[70].
- 15 novembre : Rémi Coignet, 54 ans, écrivain, journaliste, et éditeur français, spécialisé dans la photographie. (° 1969)[71].
- 29 novembre : Elliott Erwitt, 95 ans, photographe franco-américain. (° 26 juillet 1928)[72]
- 15 décembre : Bernard Perrine, 85 ans, journaliste, enseignant, commissaire d’exposition et photographe français, correspondant de la section de photographie de l’Académie des beaux-arts. (° 9 septembre 1938)[73].
- 30 décembre : Michel Pelletier, 67 ans, photographe de presse français, militant des causes sociales et humanitaires. (° 1956) [74]

## Célébrations
Centenaire de naissance
- Diane Arbus
- Richard Avedon
- Běla Kolářová
- Alice Bommer
- Édouard Boubat
- Hugo Cifuentes
- Caio Mario Garrubba
- Henriette Grindat
- Bill Groethe
- Takamasa Inamura
- Seydou Keïta
- Saul Leiter
- Herman Leonard
- Erich Lessing
- Inge Morath
- Ruth Mountaingrove
- June Newton
- Marc Riboud
- Edward Schell
- Jack Welpott

Centenaire de décès
- Jules David
- Marc Ferrez
- Christian Franzen
- James Lafayette
- Daniel Nyblin

Bicentenaire de naissance
- Bruno Braquehais
- Charles D. Fredricks
- Amund Larsen Gulden
- Antoine Fauchery
- Johann Franz Michiels
- Shimooka Renjō
- Shima Ryū
- Luigi Ricci
- Pascal Sébah
- John Watkins
- George Washington Wilson